# Gep Landaal

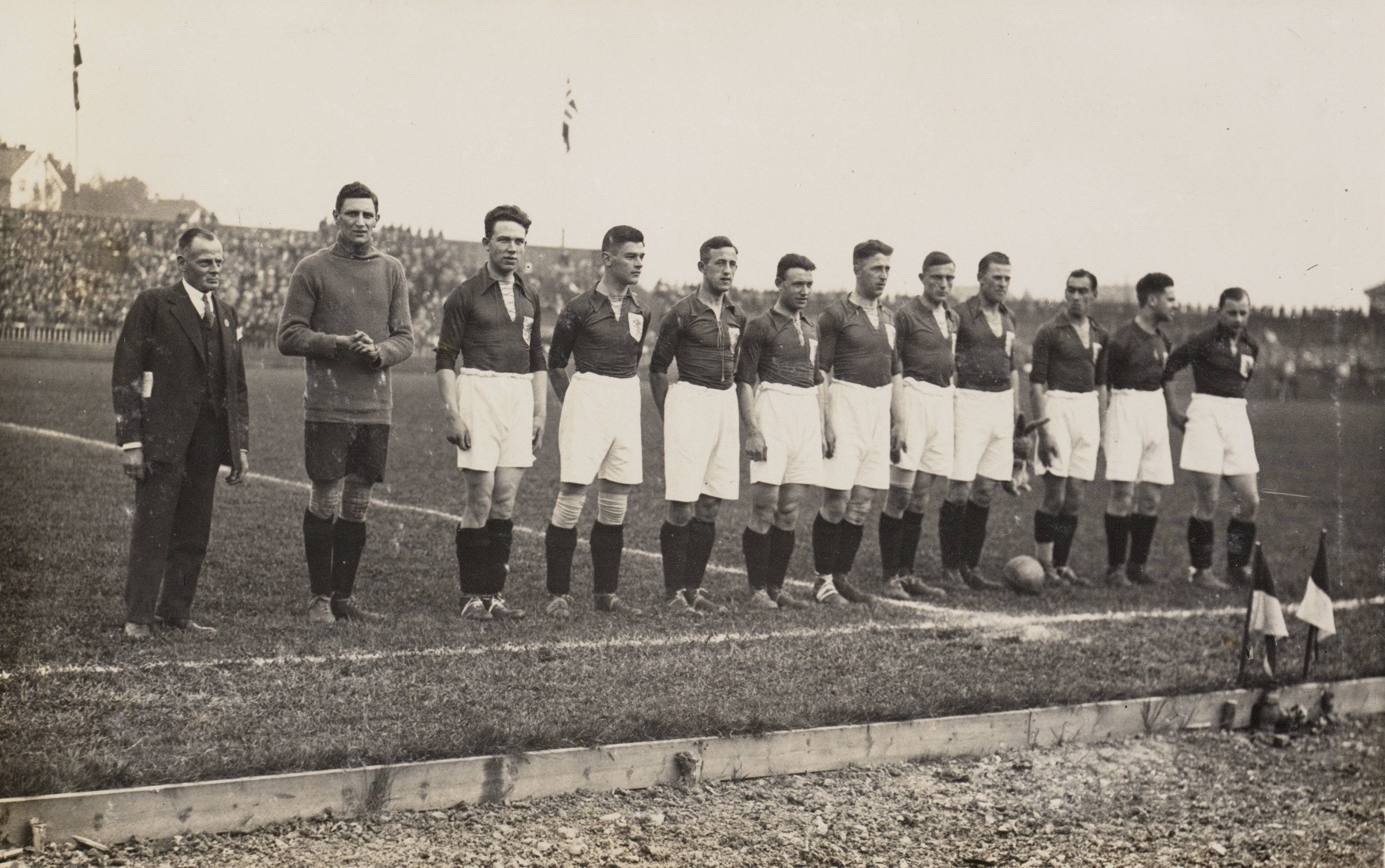
Landaal (6e van rechts) in het Nederlands elftal tegen Noorwegen (1929)

Gerrit Johan (Gep) Landaal (Apeldoorn, 2 december 1899 – Utrecht, 5 maart 1979) was een Nederlands voetballer. Hij speelde als middenvelder en rechtsbuiten.
Landaal kwam zijn gehele loopbaan tussen 1914 en 1937 uit voor AGOVV uit Apeldoorn. In 1929 en 1930 speelde hij in totaal acht wedstrijden voor het Nederlands voetbalelftal, waarin hij twee keer scoorde. Zijn debuut was op 5 mei 1929 tegen België. Een interland later dat jaar tegen Noorwegen was opmerkelijk omdat de gehele vijfmansvoorhoede van Oranje uit spelers van buiten de westelijke provincies bestond. Nederland verloor met 4-1 en rechtsbuiten Landaal en linksbuiten Evert van der Heijden (Wageningen) werden in een Amsterdamse sportkrant tot boerenkoolvoetballers bestempeld. Zij reageerden hierop door in een wedstrijd tussen Wageningen en AGOVV met stronken boerenkool in de hand het publiek te begroeten.
Landaal verloor in 1930 zijn plek in Oranje aan Law Adam. Hij kwam tevens verschillende keren uit voor het vertegenwoordigd elftal van Oost-Nederland. Na zijn sportloopbaan was hij directeur van de machinefabriek Loog Landaal (een familiebedrijf, later hernoemd in Apeldoornse Machinefabriek). Hij overleed in 1979. Zijn broer Ety Landaal (1904 - Apeldoorn 1964), met wie hij ook samenspeelde, was tussen 1941 en 1960 voorzitter van AGOVV en lid van de technische commissie van de KNVB.